# ویلیام راسل کلی
ویلیام راسل کلی (انگلیسی: William Russell Kelly; ۲۱ نوامبر ۱۹۰۵ – ۳ ژانویهٔ ۱۹۹۸) کارآفرین آمریکایی بود، که در سال ۱۹۴۶ شرکت کلی سرویسز را تأسیس کرد.